# لغة نانو
لغة نانو أو لغة ألنانو NanoLanguage هي واجهة لغة برمجة نصية في قمة لغة مفسرة تدعى ألبيثون، والمقصود أو الغرض منها في المقام الأول محاكاة الخصائص الفيزيائية والكيميائية للنظم النانومترية الحجم.

## اقرأ أيضًا
- نانو أباكوس